# 徐汇区图书馆
徐汇区图书馆位于中华人民共和国上海市漕溪北路158号，现以徐家汇书院名称对外运营。

## 早期历史
徐汇区图书馆前身为1953年建立的上海人民图书馆徐汇区阅览室，位于天钥桥路30号徐汇区文化馆内。1955年短暂划归文化馆作为徐汇区文化馆图书阅览室，1956年又划出。1957年7月15日，命名为“徐汇区图书馆”。1959年（一说1958年7月1日）迁至淮海中路1413号原上海市报刊图书馆，1961年迁至漕溪北路33号原徐家汇圣母院育婴堂内:41:23。至1966年，馆藏图书12.5万册。
文化大革命期间，于1966年10月被改名“前卫图书馆”，1968年4月关闭，工作人员大都被遣散，藏书五万余册被毁、另有大量遗失。1969年与区文化馆的业余技校、区工人俱乐部科技协会合并，更名为“徐汇区工人科技馆图书阅览室”；1973年5月1日恢复建制，此时仅剩3.75万册图书。

## 南丹东路时期
1990年12月29日，位于南丹东路80号的徐汇区图书馆新馆建成开放。新馆设置南北两座大楼，中间有六层书库相连，面积约4600平方米，共设有阅览座位800余个。南楼设置外借室、社会科学阅览室、自然科学阅览室，北楼为少儿玩具图书馆、老年阅览室和青少年阅览室:23；馆内还有视听馆、报告厅、展览大厅、屋顶花园等综合文化场所。1998年8月增设盲人阅览室，设有盲文图书和有声读物，并开办盲文培训班、盲人电脑学习班等，还提供送书上门服务。2002年7月加入上海市中心图书馆体系，与上海图书馆等全市各主要图书馆实现通借通还。2005年，北楼改造为《满庭芳》展厅、学术报告厅、自修室和专题研修室:41。
2009年至2013年间，徐汇区图书馆的藏书数量由53.5万册增长至78.8万册、工作人员由54人增加至88人，但借书人次、活动参加人次等“产出”指标增长放缓，是全市仅有的三家总体效率退步的区级图书馆之一。2015年起，徐汇区图书馆开始进行数字化转型，先后购入多个电子书数据库，开设新浪微博、微信等平台账号。同时，设立多个馆外服务点，提供与地点对应的图书借阅，如龙美术馆服务点存放艺术类图书、龙华医院服务点存放医疗类图书等。
在服务拓展的同时，南丹东路馆舍陈旧、面积狭小的问题始终困扰着图书馆的发展。由于面积问题，许多藏书无法放置在阅览室，而只能保存在书库中；开展各类活动时，场地也明显局促。2019年12月31日，徐汇区图书馆南丹东路馆舍结束运营。

## 徐家汇书院
2019年徐汇区图书馆南丹东路馆关闭时，原计划对原址进行大修，通过调整空间布局满足实际需求。2021年，徐汇区委决定将漕溪北路158号、徐家汇源核心位置的地块用于徐汇区图书馆新馆。该地块最早为徐家汇观象台1872年初建的一栋二层洋房，1901年气象台迁至今气象博物馆位置，老楼则先后为震旦大学、徐汇师范学校、类思小学等教育机构所用，门牌号“蒲西路221号”；后小学迁往他处，大楼改作西区汽车站办公楼使用，北侧教堂门口今广场位置为汽车站的候车室及车场。1990年代老楼因地铁建设拆除，该地块辟为广场。2006至2013年间徐汇区档案馆曾在此处建立大楼办公，使用“漕溪北路100号”门牌，后亦拆除。
2023年1月1日，徐汇区图书馆新馆开放运营，定名为“徐家汇书院”。书院设地下两层、地上三层，建筑面积18650平方米。地下一层为智能书库；地上一楼为少儿区，面向各年龄段设有低幼区、幼儿区、小学区、中学区四大板块，东南侧近地铁口位置设有咖啡馆；二楼为服务区，集合常规阅览和借阅功能；三楼为特色区，藏有上海地区各地方志丛书、《永乐大典》全套、《四库全书》全套及民国时期上海报刊影印本等成套书籍。建筑室内装潢由建筑师俞挺设计，灵感来自于“中国套盒”，一楼中庭设置代表土山湾历史的牌楼、以及突出图书馆主题的一张30米长的阅读桌。外立面由奇普菲尔德事务所设计，外墙呈浅灰色，最初设计意图用作一座书店，后因书店退场改为图书馆。“徐家汇书院”题名，系截取自徐光启手迹。
书院周一闭馆，平时开放时间为9至17时；2023年5月5日起，书院逢周五、周六延时运营至20时。新馆开放后，成为徐家汇商圈的一座人气地标，2023年1月至2月每月约有10万人次读者，至2023年7月已达22万人次。2023年9月16日，地铁徐家汇站3号口与书院地下一层的连通口启用；19日起，书院开放时间再次延长至周二至周日9至21时（一楼少儿区、三楼特色区仍为17时关闭）。
书院大楼地下二层为徐家汇源景区停车场，独立使用“蒲西路221号”门牌号。

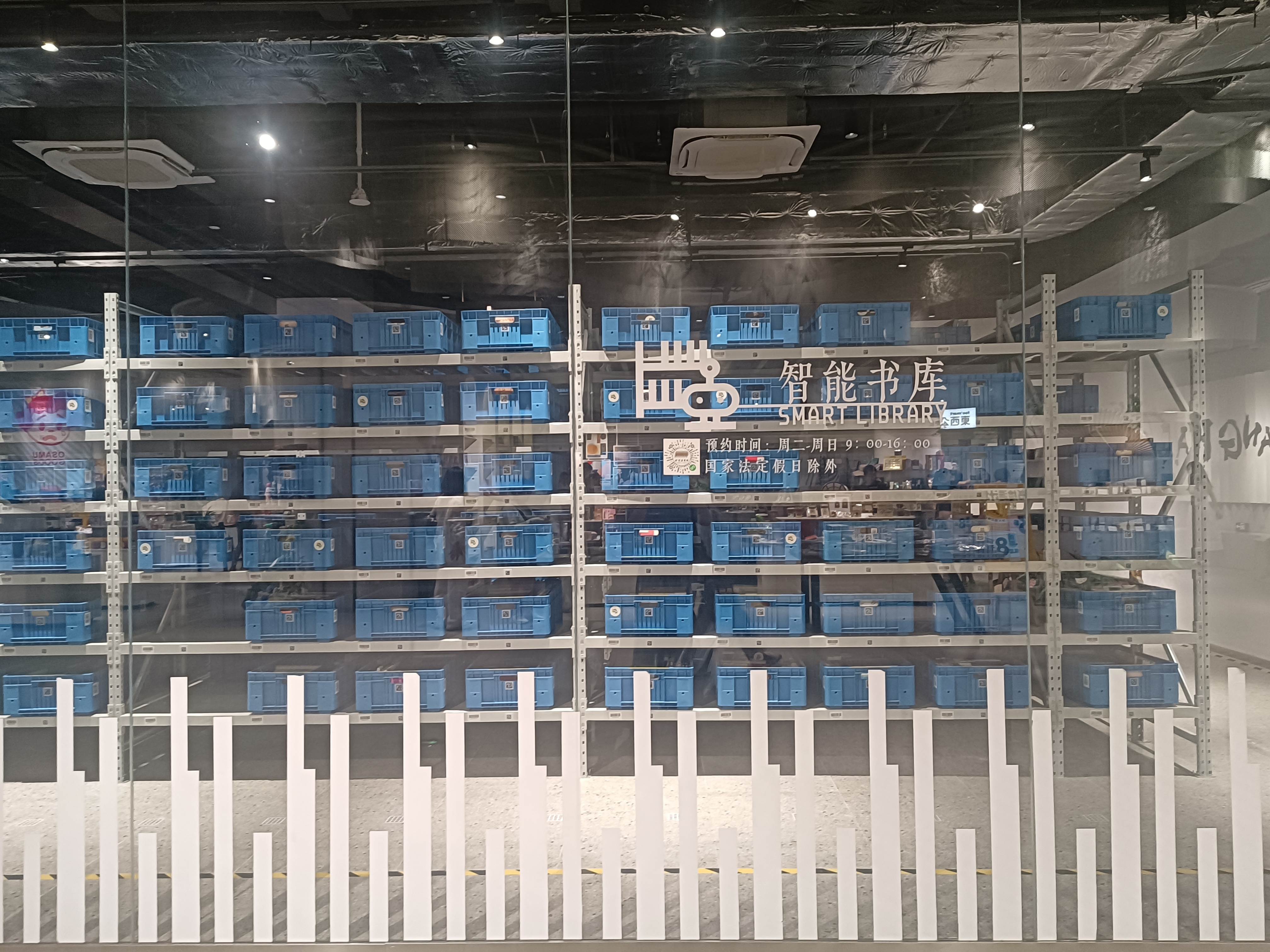
地下一层“智能书库”
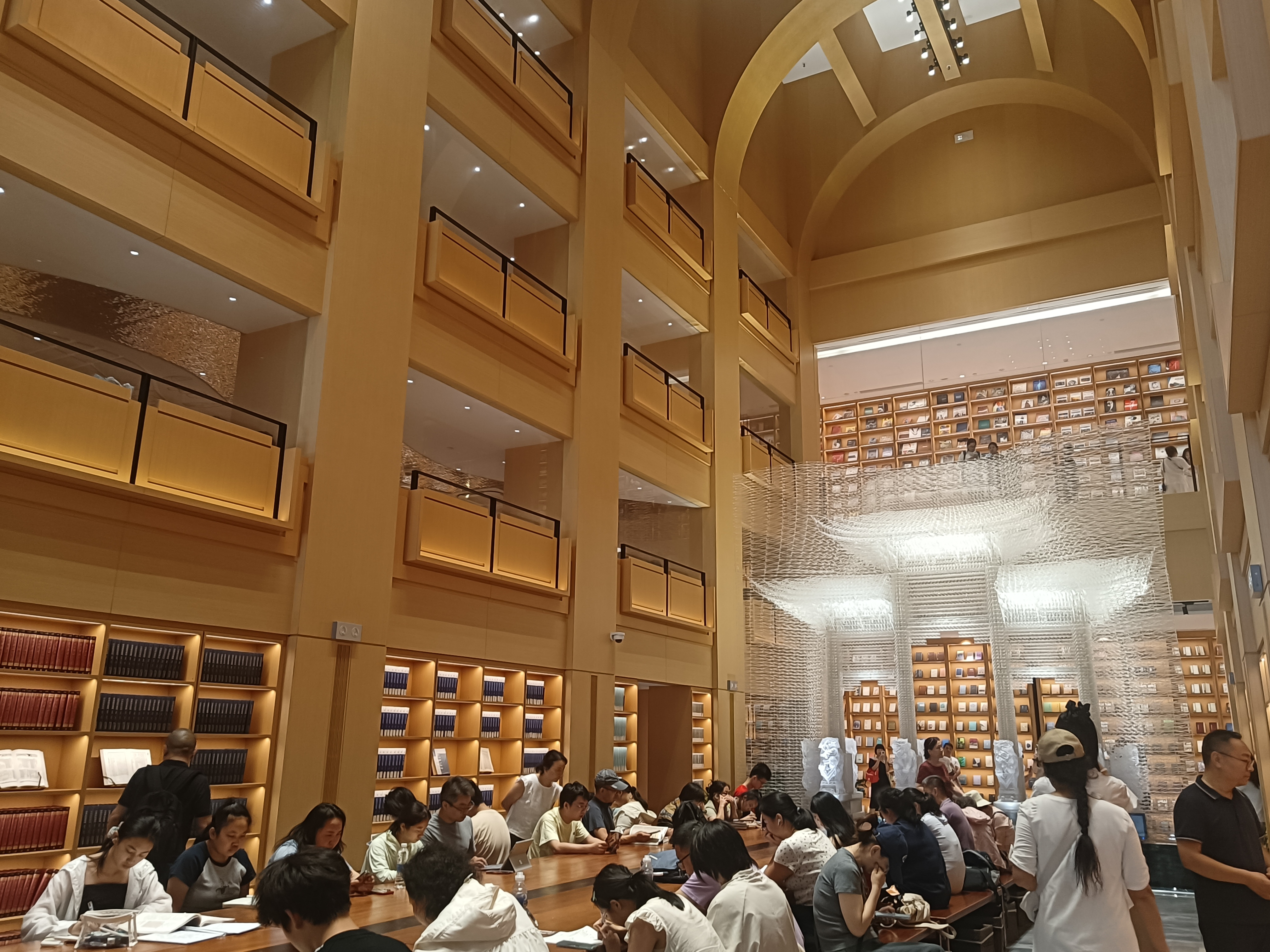
一楼土山湾牌坊及长桌
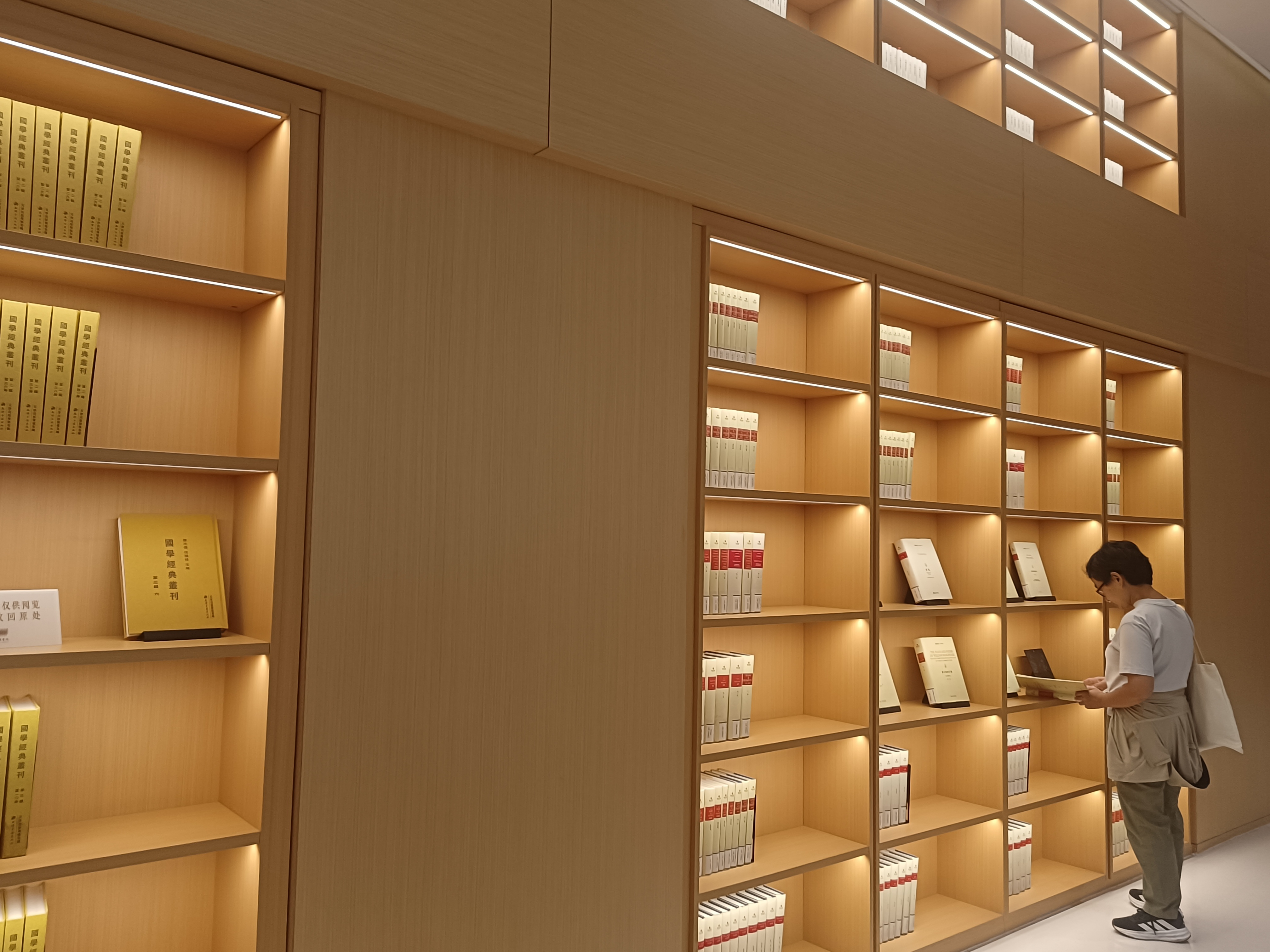
一楼书架
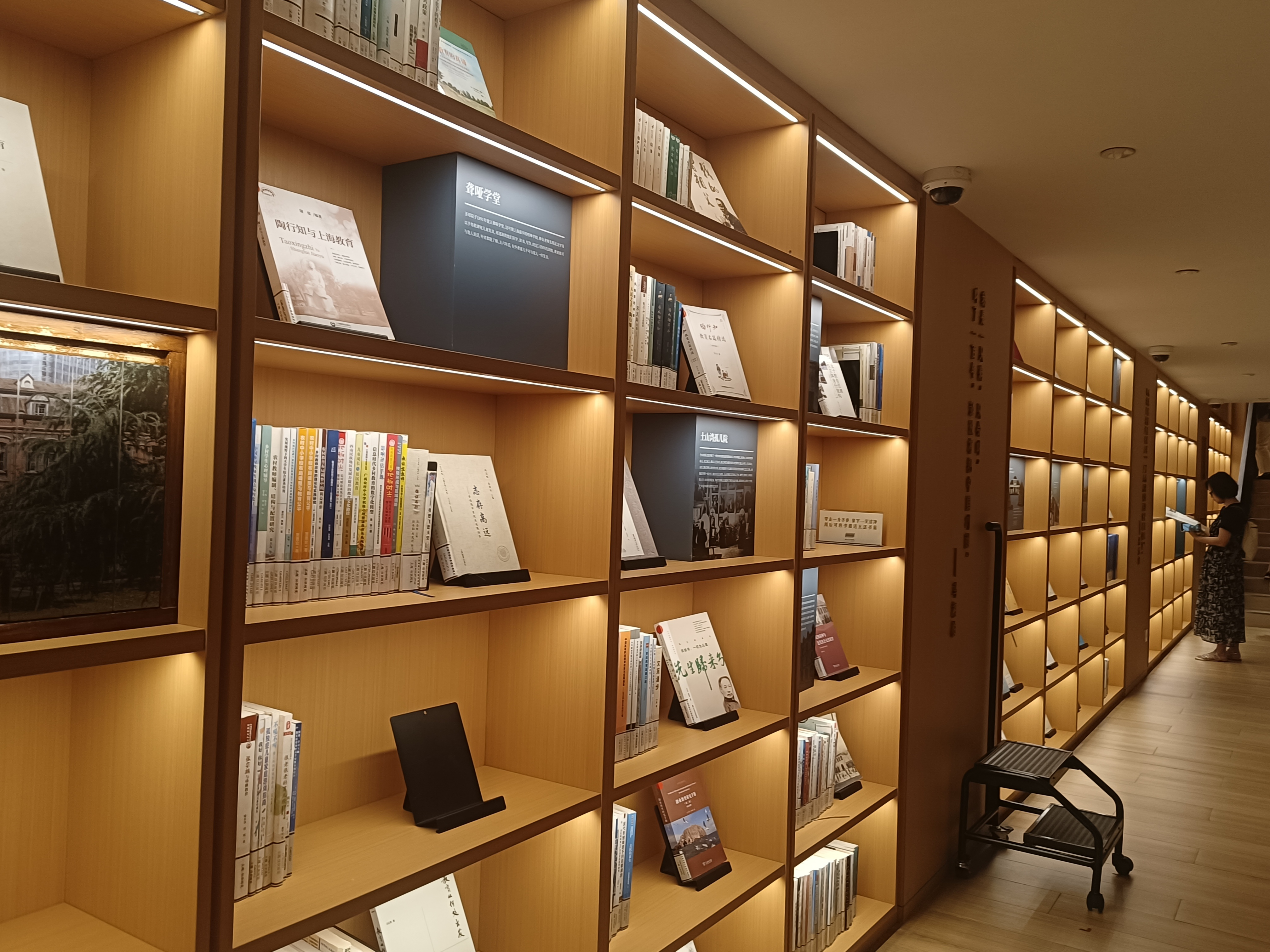
二楼书架
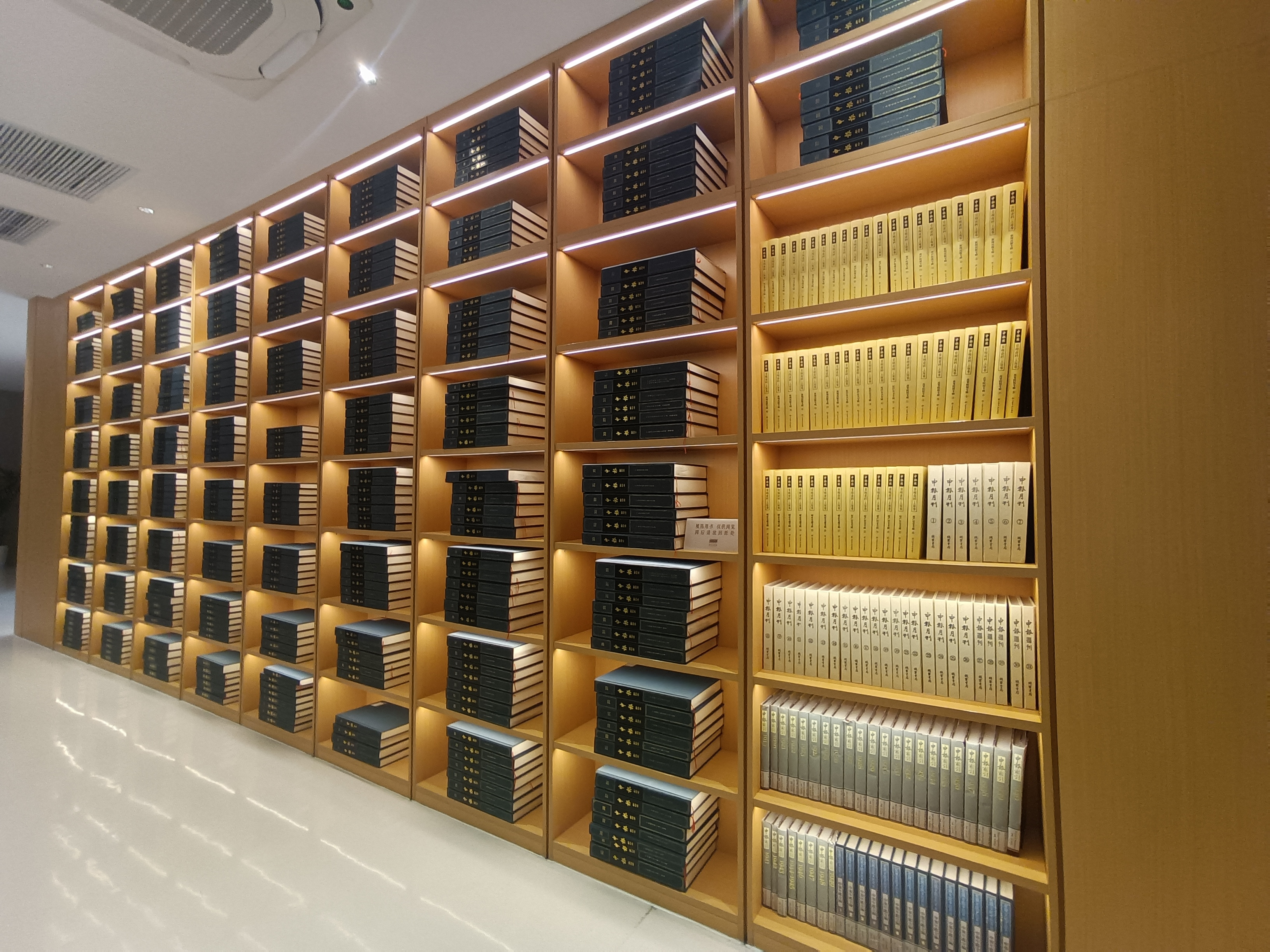
三楼全套《申报》影印本书架
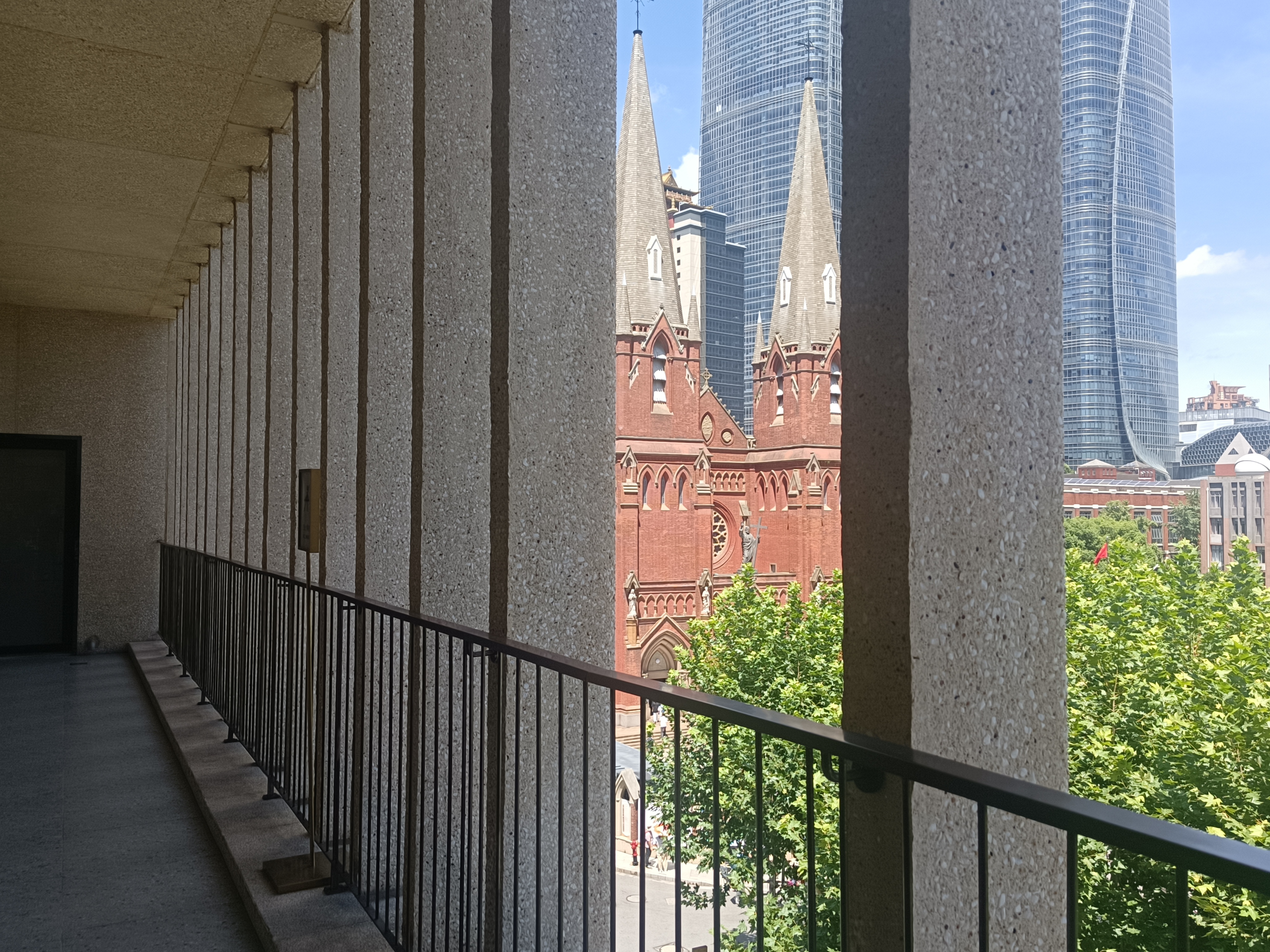
外走廊，可见周边教堂及各商场

## 参观信息
- 开放时间：周二至周日9时至21时，20时30分停止入馆；节假日另行公告[21]。
- 交通：地铁徐家汇站，经3号口旁联通道进入书院地下一层；也可乘坐徐家汇商圈各公交线路。